# Малхолланд, Уильям

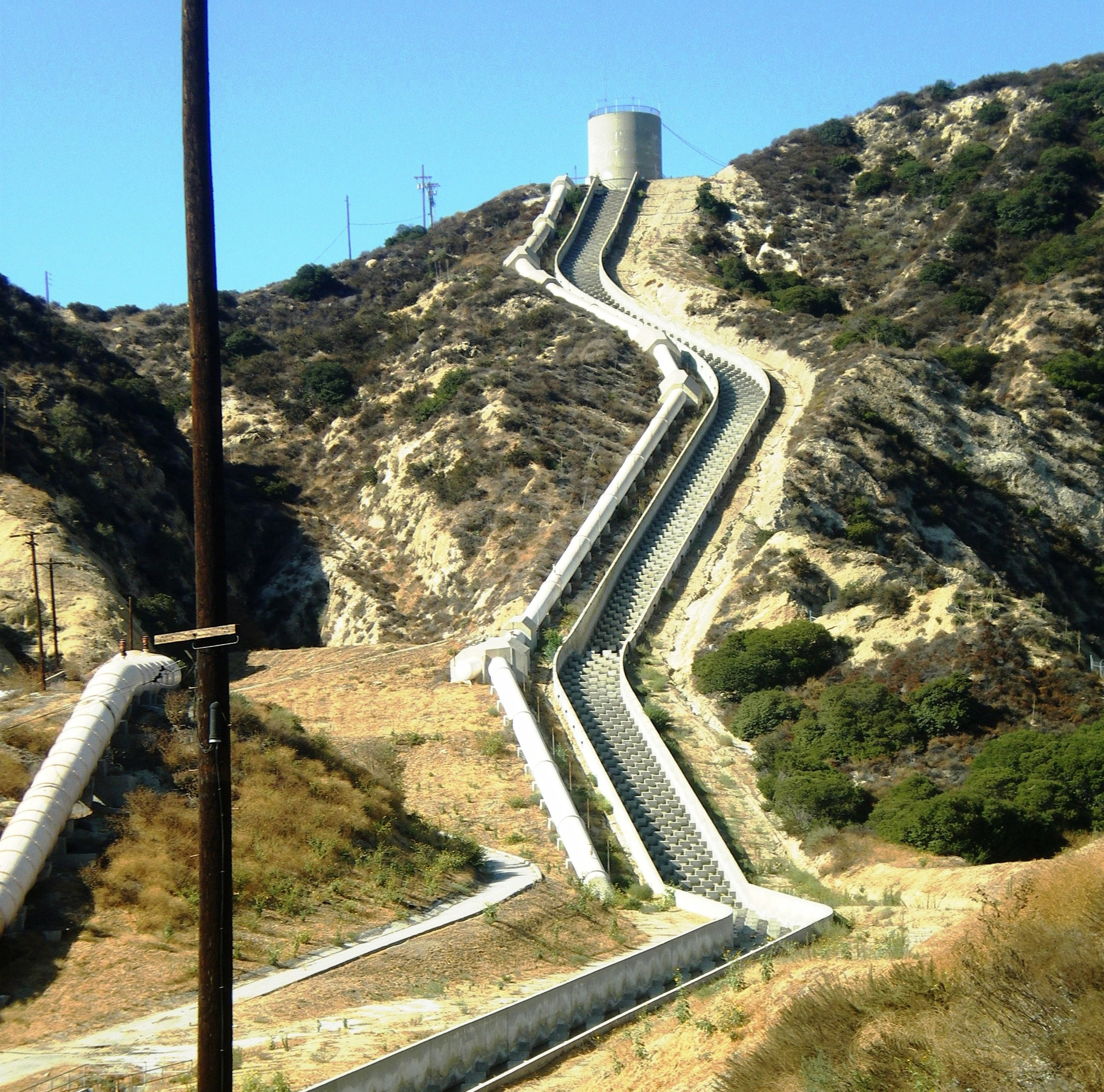
Лос-Анджелесский акведук, проложенный по инициативе У. Малхолланда

Уи́льям Малхо́лланд (англ. William Mulholland; 11 сентября 1855, Белфаст — 22 июля 1935, Лос-Анджелес) — американский инженер, под руководством которого была создана водопроводная инфраструктура Лос-Анджелеса. Легендарная фигура в истории города. В марте 1928 года карьера Малхолланда подошла к концу, когда плотина Святого Франциска провалилась чуть более чем через 12 часов после того, как он и его помощник провели инспекцию безопасности. В честь него была названа улица и дорога, Малхолланд-драйв.

## Юность
Родился в Белфасте, Ирландия. Его родители, Хью и Эллен Малхолланд, были уроженцами Дублина и вернулись туда через несколько лет после рождения Уильяма. Его младший брат, Хью, родился в 1856 году. Его отец работал охранником Королевской почты. В 1862 году, когда Уильяму было семь лет, умерла его мать. Через три года отец женился во второй раз. Уильям получил образование в школе О’Коннелл. После того как однажды отец избил его за плохие отметки в школе, Малхолланд сбежал в море.
В 15 лет Малхолланд стал моряком британского торгового флота. Следующие четыре года он провел в качестве моряка на Глениффере, совершив по меньшей мере 19 пересечений через Атлантику в порты Северной Америки и Карибского бассейна. В 1874 году он высадился в Нью-Йорке и направился на запад, в Мичиган, где работал летом на грузовом судне Великих озер, а зимой в лесном лагере.
После того, как Малхолланд чуть не потерял ногу в результате несчастного случая на лесозаготовках, он переехал в Огайо, где работал разнорабочим. Он снова соединился со своим братом Хью, и в декабре 1876 года они сели на корабль в Нью-Йорке, направлявшийся в Калифорнию. Их обнаружили в Панаме и заставили покинуть судно. Затем они прошли более 47 миль через джунгли до Бальбоа. В 1877 году Малхолланд прибыл в Лос-Анджелес.

## Карьера
Прибыв в Лос-Анджелес, население которого в то время составляло всего 9 тысяч человек, Малхолланд решил вернуться в море, так как ему трудно было найти работу. По пути в порт Сан-Педро, чтобы найти корабль, он согласился на работу по рытью колодца. После недолгого пребывания в Аризоне, где он искал золото и работал на реке Колорадо, он получил работу по предложению Фредерика Итона в качестве заместителя Занджеро (дистрибьютора воды) в недавно созданной лос-анджелесской городской водной компании LACWC. В Альта-Калифорнии во времена испанской и мексиканской администраций вода доставлялась в Пуэбло-де-Лос-Анджелес через большую открытую канаву Занья-Мадре. Человек, который ухаживал за канавой, был известен как «занджеро».
В 1880 году Малхолланд руководил прокладкой первого железного водопровода в Лос-Анджелесе. Он ненадолго оставил работу в LACWC в 1884 году, но вернулся в середине декабря. В 1885 году он снова уехал и работал в компании Sespe Land and Water Company. В качестве компенсации он получил двадцать акров земли на Сесп-крик. В 1886 году он вернулся в лоукост и в октябре стал американским гражданином. В конце года он был назначен суперинтендантом LACWC. В 1898 году правительство Лос-Анджелеса решило не продлевать контракт с LACWC.
Четыре года спустя был создан «Департамент водных ресурсов Лос-Анджелеса» с Малхолландом в качестве управляющего. В 1911 году водное управление было переименовано в «Бюро водных работ и снабжения», главным инженером которого был назначен Малхолланд. В 1937 году, через два года после смерти Малхолланда, «Бюро водных работ и снабжения» объединилось с «Бюро энергетики и света», образовав «Департамент водоснабжения и электроснабжения Лос-Анджелеса», агентство продолжает контролировать, снабжать и обслуживать все бытовые службы города.
Малхолланд представлял себе, как Лос-Анджелес становится намного больше. Сдерживающим фактором его роста было водоснабжение, поскольку он имеет полузасушливый климат. Малхолланд разделял видение гораздо большего Лос-Анджелеса с Фредериком Итоном, мэром Лос-Анджелеса с 1898 по 1900 год. Они оба работали вместе в частной лос-анджелесской водной компании в 1880-х годах. В 1886 году Итон стал городским инженером, а Малхолланд-суперинтендантом водной компании. Когда Итон был избран мэром Лос-Анджелеса, он сыграл важную роль в преобразовании водной компании в городское управление в 1902 году.
Когда компания стала водным департаментом Лос-Анджелеса, Малхолланд продолжал быть суперинтендантом, благодаря своим обширным знаниям системы водоснабжения. Расширение города быстро последовало за тем, как программа общественных работ Малхолланда начала орошать большие площади ранее засушливых земель. В течение десятилетия население города удвоилось с 50 тысяч человек в 1890 году до более чем 100 тысяч в 1900 году. Десять лет спустя их число утроилось и достигло почти 320 тысяч. Итон и Малхолланд поняли, что большое количество стока из Сьерра-Невады в долине Оуэнс может быть доставлено в Лос-Анджелес через гравитационный акведук.
С 1902 по 1905 год Итон, Малхолланд и другие предпринимали различные методы, чтобы гарантировать, что Лос-Анджелесу права на воду в долине Оуэнс, блокируя бюро мелиорации от строительства водной инфраструктуры для жителей долины Оуэнс:48–69:62–69. В то время как Итон участвовал в большинстве политических маневров и махинаций, Малхолланд ввел в заблуждение общественное мнение Лос-Анджелеса, резко занижая количество воды, доступной тогда для роста Лос-Анджелеса. Малхолланд также ввел в заблуждение жителей долины Оуэнс, он указал, что Лос-Анджелес будет использовать только неиспользуемые потоки в долине Оуэнс, планируя использовать все права на воду для заполнения водоносного горизонта долины Сан-Фернандо.
В 1906 году лос-анджелесский «Совет водных комиссаров» назначил Малхолланда главным инженером бюро лос-анджелесского акведука. С 1907 по 1913 год Малхолланд руководил строительством акведука. 233-мильный (375 км) лос-анджелесский акведук, открылся в ноябре 1913 года. Проект требовал 3 тысячи 900 рабочих на своем пике и включал в себя рытье 164 туннелей. Строительство началось в 1908 году. Сложность проекта была сопоставлена со строительством Панамского канала. Вода из реки Оуэнс достигла водохранилища в долине Сан-Фернандо 5 ноября 1913 года. На церемонии в тот день Малхолланд произнес свои знаменитые слова об этом инженерном подвиге: «Вот оно. Забирайте.»
Акведук поставляет воду из долины Оуэнс в восточной Сьерра-Невада для орошения и хранения воды в долине Сан-Фернандо. Когда был построен акведук, долина Сан-Фернандо еще не была частью города:74–76:152. С гидрологической точки зрения долина Сан-Фернандо была идеальной, ее водоносный горизонт мог служить хранилищем свободной воды без испарения. Одним из препятствий для ирригации была городская хартия Лос-Анджелеса, которая запрещала продажу, аренду или иное использование городской воды без одобрения двух третей избирателей. Этого ограничения хартии можно было бы избежать путем присоединения к городу значительной части долины Сан-Фернандо.
Малхолланд понимал, что аннексия увеличит долговой лимит Лос-Анджелеса, что позволит финансировать строительство акведука. К 1915 году первоначальные аннексии были завершены, а к 1926 году площадь Лос-Анджелеса удвоилась, превратив его в крупнейший по площади город США:92. Районами, которые решили присоединиться к муниципальной водной сети, были Оуэнсмут, Лорел-Каньон, Ланкершим, Санленд, Латунский каньон и инкорпорированный город Тужунга. Историческая связь между водой, быстрой урбанизацией и ростом Лос-Анджелеса лежит в основе вымышленного сюжета фильма Китайский квартал 1974 года.
Вода из акведука Малхолланда также переместила сельское хозяйство с пшеницы на орошаемые культуры, такие как кукуруза, бобы, тыква и хлопок, сады абрикосов, хурмы и грецких орехов и крупные цитрусовые рощи апельсинов и лимонов. Они продолжались в городских окрестностях до тех пор, пока следующий этап развития не превратил землепользование в эксурбанизацию. Осталось несколько анклавов, таких как рощи в парке ранчо Оркатт и кампусе CSUN.

## Признание
Малхолланд, который являлся самоучкой, стал первым американским инженером-строителем, который использовал гидравлический шлюз для строительства плотины при строительстве водохранилища Серебряного озера в 1906 году. Этот новый метод привлек всеобщее внимание инженеров и строителей плотин. правительственные инженеры приняли этот метод при строительстве плотины Гатун, консультантом по которой был Малхолланд, в зоне Панамского канала .
В 1914 году Калифорнийский университет в Беркли присудил Малхолланду почетную докторскую степень. Надпись на дипломе гласила: Percussit saxa et duxit flumina ad terram sitientum. (Он разбил скалы и вывел реку на жаждущую землю). Общественный авторитет Малхолланда продолжал расти. Его офис находился на верхнем этаже кинотеатра Сида Граумана «Миллион долларов». Он даже был кандидатом на пост мэра Лос-Анджелеса. Когда его спросили, собирается ли он баллотироваться в президенты, он ответил: Я бы предпочел родить дикобраза задом наперед.

## Плотина Калаверас
В мае 1913 года компания Spring Valley Water Company, которой принадлежало водоснабжение Сан-Франциско, уполномочила исполнительный комитет утвердить планы и направить строительство первоначальной плотины для создания водохранилища Калаверас, комитет также был уполномочен нанять Малхолланда в качестве консультанта. В октябре того же года, когда началось строительство плотины, городской инженер Сан-Франциско, Майкл О’Шонесси отрицательно отозвался о Малхолланде в письме к Джону Р. Фримену, инженеру, который помогал городу в поисках разрешения на строительство водохранилища Hetch Hetchy и системы водоснабжения в национальном парке Йосемити. О’Шонесси выразил мнение, что Малхолланд и Германн, главный инженер SVWC, были настолько тщеславны, что не терпели какой-либо критики в свой адрес.
Указывая на детали строительства и методы, которые он считал неправильными, О’Шонесси писал, что еще одной особенностью, которая произвела на него неприятное впечатление, была легкомысленная манера, в которой молодые студенты и Малхолланд предприняли этот очень серьезный инженерный проект.
24 марта 1918 года плотина подверглась частичному обрушению верхнего склона. В то время вода в резервуаре была глубиной пятьдесят пять футов и не выпускалась.

## Конфликт в долине Оуэнс

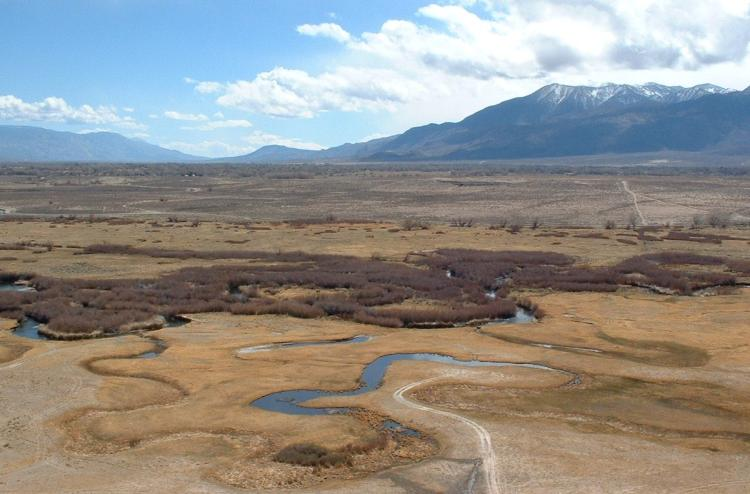
Остатки реки Оуэнс в Бишоп-Туффе.

После завершения строительства лос-анджелесского акведука инвесторы из Сан-Фернандо потребовали столько воды из долины Оуэнс, что она начала превращаться из «калифорнийской Швейцарии» в пустыню. Малхолланду было запрещено добывать воду из реки Колорадо, поэтому он решил взять всю доступную воду из долины Оуэнс. Используя личную утрату некоторых фермеров долины Оуэнс, Лос-Анджелес сумел приобрести некоторые ключевые права на воду. После того как эти права на воду были закреплены, приток воды в озеро Оуэнс был перенаправлен, что привело к тому, что озеро высохло к 1924 году.
К 1924 году фермеры и владельцы ранчо подняли бунт. Серия провокаций со стороны Малхолланда, в свою очередь, сопровождалась соответствующими угрозами со стороны местных фермеров и уничтожением имущества Лос-Анджелеса. Наконец, группа вооруженных скотоводов захватила алабамские ворота и взорвала акведук в каньоне Джоубон, позволив воде вернуться в реку Оуэнс.В течение года продолжались новые действия против акведука, кульминацией которых стало крупное столкновение, когда противники захватили ключевую часть акведука и на четыре дня полностью перекрыли водоснабжение Лос-Анджелеса. Государственные и местные власти отказались предпринимать какие-либо действия, а пресса изображала фермеров и владельцев ранчо долины Оуэнс неудачниками. В конце концов Малхолланд и городская администрация были вынуждены вступить в переговоры. Малхолланд в гневе заявил, что сожалеет о гибели стольких деревьев в долине, так как их не хватает, чтобы повесить всех нарушителей, которые там живут.
В 1927 году, когда конфликт вокруг воды был в самом разгаре, банк округа Иньо рухнул из-за хищений. Экономика долины Оуэнс рухнула, и нападения прекратились. Город Лос-Анджелес спонсировал ряд программ ремонта и технического обслуживания объектов акведука, которые стимулировали занятость некоторых местных жителей, и работникам водоснабжения Лос-Анджелеса платили за месяц вперед, чтобы облегчить их существование.

## Обрушение плотины Святого Франциска
Карьера Малхолланда фактически закончилась 12 марта 1928 года, когда плотина Святого Франциска рухнула через двенадцать часов после того, как он и его помощник, а так же помощник главного инженера и генеральный директор Харви Ван Норман лично осмотрели участок. В течение нескольких секунд после обрушения только то, что было большой частью центральной части плотины, осталось стоять, и 12,4 миллиарда галлонов (47 миллионов м3) воды водохранилища начали двигаться вниз по каньону Сан-Францискито в 140-футовом (43 м) потоке со скоростью 18 миль в час (29 км/ч). В каньоне он разрушил тяжелую бетонную электростанцию номер два (гидроэлектростанцию) и унес жизни 64 из 67 рабочих и их семей, проживающих там.
Вода текла на юг и впадала в русло реки Санта-Клара, затопляя районы современной Валенсии и Ньюхолла. Следуя вдоль русла реки, вода продолжала течь на запад, затопляя города Кастаик-Джанкшн, Пиру, Филмор, Бардсдейл и Санта-Паула в округе Вентура. Он был почти две мили (3 км) в ширину, и двигался со скоростью 5 миль (8 км) в час, когда он достиг океана в 5:30 утра, унося своих жертв и мусор в Тихий океан недалеко от Монтальво, в 54 милях (87 км) от водохранилища и плотины. Многие тела, которые были смыты в море, были извлечены, некоторые дошли до мексиканской границы, другие так и не были найдены.
Город Санта-Паула получил одни из самых тяжелых повреждений, особенно его низменные участки ближе к руслу реки. Спасательные работы были затруднены, а ходьба стала опасной из-за толстого слоя грязи, который устилал местность.
Спасательные команды работали в течение нескольких дней, чтобы выкопать тела и убрать грязь с пути наводнения. Окончательное число погибших оценивается по меньшей мере в 431 человек, из которых по меньшей мере 108 были несовершеннолетними.
Малхолланд взял на себя полную ответственность за то, что было названо самой страшной техногенной катастрофой США 20-го века[39]:1 и ушел в отставку в ноябре 1928 года. Во время коронерского дознания в Лос-Анджелесе Малхолланд сказал:

Это дознание очень болезненно для меня. Единственные, кому я завидую во всем этом, — это тем, кто мертв. Хорошо это или плохо, не обвиняйте никого другого, кроме меня. Если в человеческом суждении была ошибка, то я был тем человеком, и я не буду сваливать вину на другого.
Следственное жюри пришло к выводу, что ответственность за катастрофу лежит в ошибке инженерного суждения о пригодности геологии района в качестве устойчивого фундамента для плотины, а также в ошибках государственной политики. Они рекомендовали, чтобы Малхолланд не был привлечен к уголовной ответственности, как они заявили в своем вердикте:

Мы, присяжные, не находим никаких доказательств преступного деяния или умысла со стороны Совета по водным работам и снабжению города Лос-Анджелеса или любого другого инженера или служащего при строительстве или эксплуатации плотины Святого Франциска…
Тем не менее, его критики указывали, что еще одна плотина, на которой Малхолланд выступал в качестве консультанта, рухнула, по этой причине город отказался от проекта плотины в Сан-Габриэле до завершения строительства. Малхолланд увеличил высоту плотины на 20 футов (6,1 м) после начала строительства, не уточнив соответствующего увеличения ширины основания.

## Дальнейшая жизнь
Малхолланд провел остаток своей жизни в относительном уединении, опустошенный трагедией:418. Выйдя на пенсию, он начал писать автобиографию, но так и не закончил ее. Незадолго до своей смерти он консультировал проекты плотины Гувера и акведука реки Колорадо. Он умер в 1935 году от инсульта и похоронен на кладбище Мемориального парка Форест-Лаун в Глендейле, штат Калифорния, в большом мавзолее, рядом с главным инженером-электриком лос-анджелесского акведука Эзрой Скаттергудом.

## Наследие
В своей книге «Water and Power» автор и историк Уильям Карл подвел итог общественному наследию Малхолланда к принципу развития общественных водных ресурсов:

Человек с блестящим остроумием. Человек, который одновременно может построить акведук и рассуждать о глубокой структурной геологии. Человек, чья жизнь прошла на государственной службе на благо масс в чужой стране. Замечательный своей оригинальностью мышления и анализа, но столь же активный в практическом применении этих идеалов. Оригинальный в мельчайших деталях строительства, но смелый до предела замысла и принятия на себя ответственности за величайшие проекты. Добрый, великодушный и верный общественному благу, он является примером того, что может сделать для своего государства ученый.
В Лос-Анджелесе в честь Малхолланда названы плотина Малхолланд на Голливудских холмах, дорога Малхолланд-драйв , Малхолланд-хайвей и Малхолландская средняя школа.

## В массовой культуре
- Певец и автор песен Блэк Фрэнсис записал две песни о жизни и творчестве Уильяма Малхолланда: Ole Mulholland из альбома «Teenager of the Year (1994)» и St.Francis Dam Disaster из альбома «Dog in the Sand».
- В феврале 2016 года был снят документальный фильм под названием «Patrick Kielty’s Mulholland Drive» об Уильяме Малхолланде и калифорнийских водных войнах[45].